# Arigatō ~Mugen no Yell~ / Arashi wo Okosunda Exciting Fight!
Singles de °C-ute
The Middle Management (...)
(2015) Jinsei wa Step (...)
(2016)
Arigatō ~Mugen no Yell~ / Arashi wo Okosunda Exciting Fight! (ありがとう～無限のエール～／嵐を起こすんだ Exciting Fight！) est le titre officiel du 28e single "major" (et 34e single au total) du groupe Cute. La moitié des éditions physiques est en fait titrée inversement en couverture : Arashi wo Okosunda Exciting Fight! / Arigatō ~Mugen no Yell~ (嵐を起こすんだ Exciting Fight！／ありがとう～無限のエール～).

## Présentation
Le single, le premier du groupe à ne plus contenir de titre écrit ou composé par Tsunku, sort le 28 octobre 2015 au Japon sur le label zetima, sept mois après le précédent single du groupe, The Middle Management ~Josei Chūkan Kanrishoku~ / Gamusha Life / Tsugi no Kado wo Magare.
C'est un single "double face A", le sixième du groupe, contenant deux chansons principales (Arigatō ~Mugen no Yell~ et Arashi wo Okosunda Exciting Fight!) et leurs versions instrumentales. Il sort en deux éditions régulières notées "A" et "B", avec des pochettes différentes et une carte de collection incluse (sur six possibles pour chaque édition de ce single, représentant une des membres ou le groupe, en costume du clip de Arigatō ~Mugen no Yell~ dans l'édition "A" ou en costume du clip de Arashi wo Okosunda Exciting Fight! dans l'édition "B"). Il sort aussi en quatre éditions limitées notées "A", "B", "C", et "D" avec des pochettes différentes et un DVD différent en supplément.
L'ordre des titres est inversé sur la moitié des éditions : les éditions régulière "A" et limitées "A" et "C" débutent par Arigatō ~Mugen no Yell~ avec des DVD consacrés à cette chanson, tandis que les éditions régulière "B" et limitées "B" et "D" (titrée inversement Arashi wo Okosunda Exciting Fight! / Arigatō ~Mugen no Yell~ sur leurs pochettes) débutent par Arashi wo Okosunda Exciting Fight! avec des DVD consacrés à cette chanson.
Les deux chansons ne figureront pas sur le prochain album du groupe, Cmaj9 qui sortira deux mois plus tard ; seule une version remixée de Arigatō ~Mugen no Yell~ figure en bonus sur la version régulière de l'album, et deux versions alternatives de leurs clips vidéo figurent sur le blu-ray d'une édition limitée.

## Formation
Membres du groupe créditées sur le single :
- Maimi Yajima
- Saki Nakajima
- Airi Suzuki
- Chisato Okai
- Mai Hagiwara

## Liste des titres
- Arigatō ~Mugen no Yell~ est écrite par Nobe, composée par Koji Oba, et arrangée par Soundbreakers.
- Arashi wo Okosunda Exciting Fight! est écrite par Yoshiko Miura, composée par Shô Hoshibe, et arrangée par Shunsuke Suzuki.

| 1. | Arigatō ~Mugen no Yell~ (ありがとう～無限のエール～)                                    | 04:52 |
| 2. | Arashi wo Okosunda Exciting Fight! (嵐を起こすんだ Exciting Fight！)                    | 04:06 |
| 3. | Arigatō ~Mugen no Yell~ (Instrumental) (ありがとう～無限のエール～ ...)                 | 04:52 |
| 4. | Arashi wo Okosunda Exciting Fight! (Instrumental) (嵐を起こすんだ Exciting Fight！ ...) | 04:06 |

| 1. | Arashi wo Okosunda Exciting Fight! (嵐を起こすんだ Exciting Fight！)                    | 04:06 |
| 2. | Arigatō ~Mugen no Yell~ (ありがとう～無限のエール～)                                    | 04:52 |
| 3. | Arashi wo Okosunda Exciting Fight! (Instrumental) (嵐を起こすんだ Exciting Fight！ ...) | 04:06 |
| 4. | Arigatō ~Mugen no Yell~ (Instrumental) (ありがとう～無限のエール～ ...)                 | 04:52 |

| 1. | Arigatō ~Mugen no Yell~ (ありがとう～無限のエール～)                                    | 04:52 |
| 2. | Arashi wo Okosunda Exciting Fight! (嵐を起こすんだ Exciting Fight！)                    | 04:06 |
| 3. | Arigatō ~Mugen no Yell~ (Instrumental) (ありがとう～無限のエール～ ...)                 | 04:52 |
| 4. | Arashi wo Okosunda Exciting Fight! (Instrumental) (嵐を起こすんだ Exciting Fight！ ...) | 04:06 |

| 1. | Arigatō ~Mugen no Yell~ (Music Video)                      | Clip vidéo |  |
| 2. | Arigatō ~Mugen no Yell~ (Making-Eizô) (... メイキング映像) | Making of  |  |

| 1. | Arigatō ~Mugen no Yell~ (Close-up Ver.) | Clip vidéo alternatif |  |

| 1. | Arashi wo Okosunda Exciting Fight! (嵐を起こすんだ Exciting Fight！)                    | 04:06 |
| 2. | Arigatō ~Mugen no Yell~ (ありがとう～無限のエール～)                                    | 04:52 |
| 3. | Arashi wo Okosunda Exciting Fight! (Instrumental) (嵐を起こすんだ Exciting Fight！ ...) | 04:06 |
| 4. | Arigatō ~Mugen no Yell~ (Instrumental) (ありがとう～無限のエール～ ...)                 | 04:52 |

| 1. | Arashi wo Okosunda Exciting Fight! (Music Video)                      | Clip vidéo |  |
| 2. | Arashi wo Okosunda Exciting Fight! (Making-Eizô) (... メイキング映像) | Making of  |  |

| 1. | Arashi wo Okosunda Exciting Fight! (Dance Shot Ver.) | Clip vidéo alternatif |  |